# 舍姆诺
舍姆诺（法語：Chemenot，法語發音：[ʃəmno]）是法国汝拉省的一个市镇，属于隆斯勒索涅区。

## 地理
舍姆诺（46°52'1"N, 5°32'1"E）面积4.74 平方千米，位于法国勃艮第-弗朗什-孔泰大區汝拉省，该省份为法国东部内陆省份，北起上索恩省，西北接科多尔省，西临索恩-卢瓦尔省，南至安省，东与杜省和瑞士接壤。
与舍姆诺接壤的市镇（或旧市镇、城区）包括：尚普鲁日耶、拉沙尔姆、勒沙特莱、科洛讷、富勒奈、勒维莱。

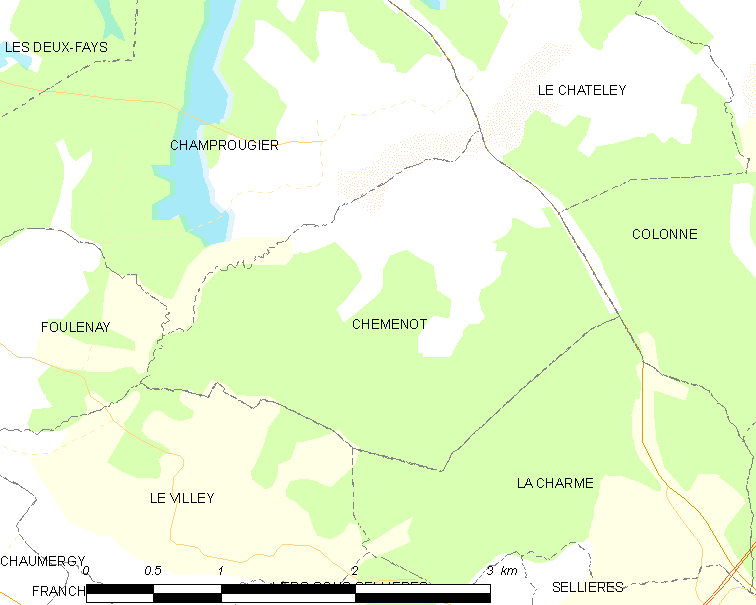
舍姆诺的OSM定位图

舍姆诺的时区为UTC+01:00、UTC+02:00（夏令时）。

## 行政
舍姆诺的邮政编码为39230，INSEE市镇编码为39136。

## 政治
舍姆诺所属的省级选区为布莱特朗县。

## 人口

1962-2008年间舍姆诺人口变化图示

舍姆诺于2022年1月1日时的人口数量为33人。